# 蓮麻坑路

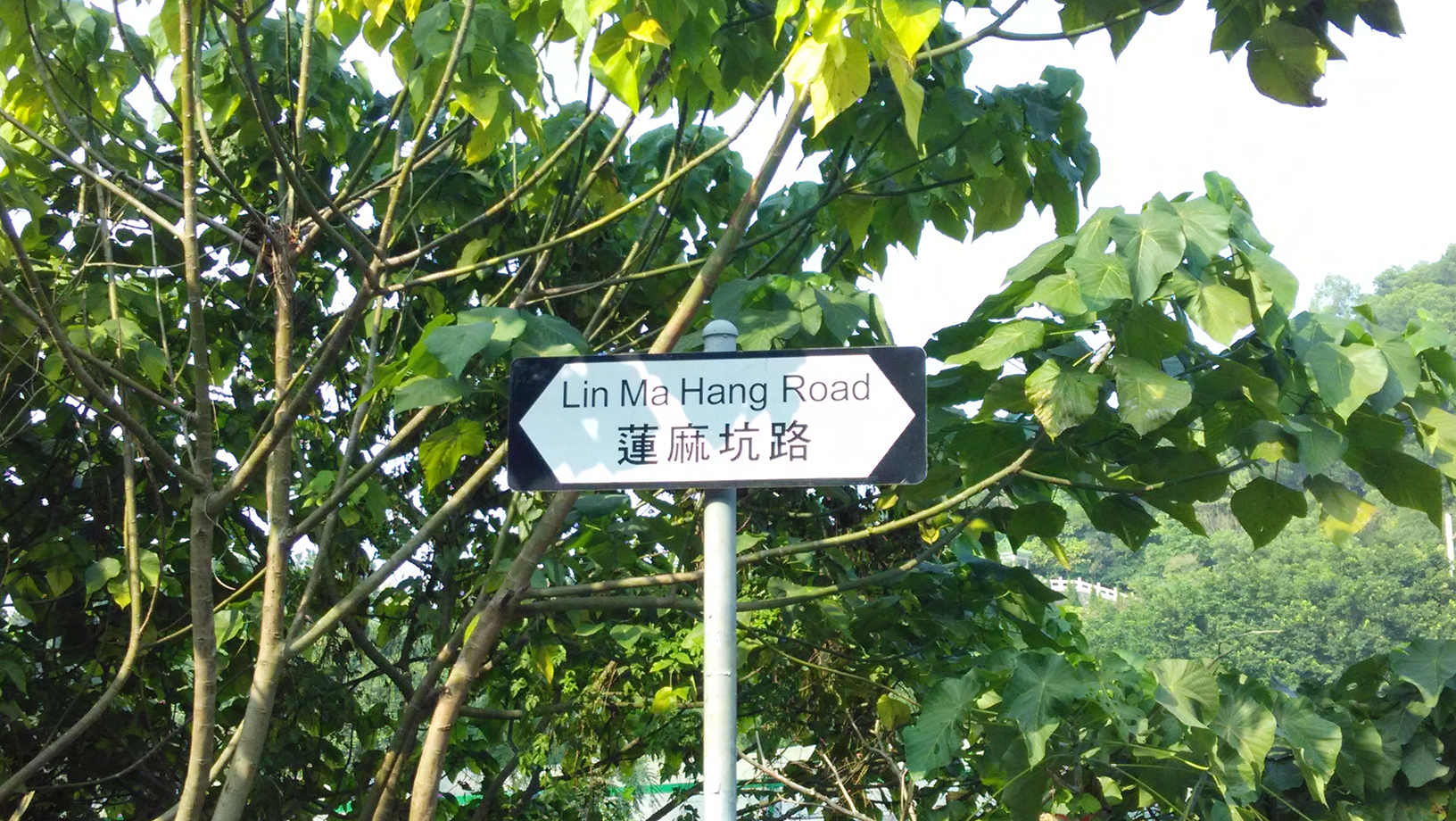
蓮麻坑路路牌

蓮麻坑路（英語：Lin Ma Hang Road）曾經全路建於香港邊境禁區之內，後來於2016年1月4日第三階段邊境禁區解禁後，新屋嶺至白虎山路段被剔出香港邊境禁區範圍。道路因途經蓮麻坑而得名。西起文錦渡口岸管制站的文錦渡路，東至沙頭角順興街（近沙頭角邨20至23座），橫跨北區大部份的邊防路段。
蓮麻坑路初段大致上依著老鼠嶺西北部山腳而建，其後在瓦窰一帶開始與邊界道路並排沿著深圳河南岸（在香園圍一帶，兩者之間被白虎山和一帶村落分隔較遠），及後邊界道路起段在香園村附近與蓮麻坑路相接後，蓮麻坑路隨後的路段都是沿著深圳河和沙頭角河南岸和紅花嶺北部山腳而行，猶如邊界道路的東段延伸。但邊界道路和蓮麻坑路稍有不同的是，後者的中後段都是山谷，到了伯公坳更是深圳河和沙頭角河兩河的發源地，地勢崎嶇不平；而前者大部份路段都是平地，固然不受山勢影響而遠離河段。需要留意的是，蓮麻坑路嚤囉樓至沙頭角口岸一段屬於香港邊境禁區路段，除非有禁區許可證，否則不能擅自進入；而由蓮麻坑村至沙頭角一段蓮麻坑路更屬香港警務署「邊界巡邏道路」，只限香港警務署車輛使用。
由於興建香園圍管制站，蓮麻坑路松園下至坪輋路一段擴闊為雙綫，並設有行人路，而文錦渡路入口至平原河一段亦為雙綫道路，其餘路段多為單綫行車道，但亦設有避車處。

## 交通
來往上水的專線小巴59K線貫通由新屋嶺（道路起源地附近）至蓮麻坑的蓮麻坑道路段；九龍巴士79K線亦途經坪輋路至松園下的路段，而其總站打鼓嶺（松園下）巴士總站亦位於蓮麻坑路。除此之外的其他路段則沒有公共交通連接通過。要注意的是，由於小巴出入蓮麻坑村需途經邊境禁區，因此，沒有禁區紙的人，不得在蓮麻坑上車。同樣地，若未持有禁區紙的人打算進入蓮麻坑村，亦不得使用小巴。不過，相關限制自從2025年1月24日起已經放寬，政府刊憲豁免乘搭小巴進出蓮麻坑村的人士可以免於申請邊境禁區通行證，不過其他車輛、行人的騎單車人士仍需申請。

## 交接道路

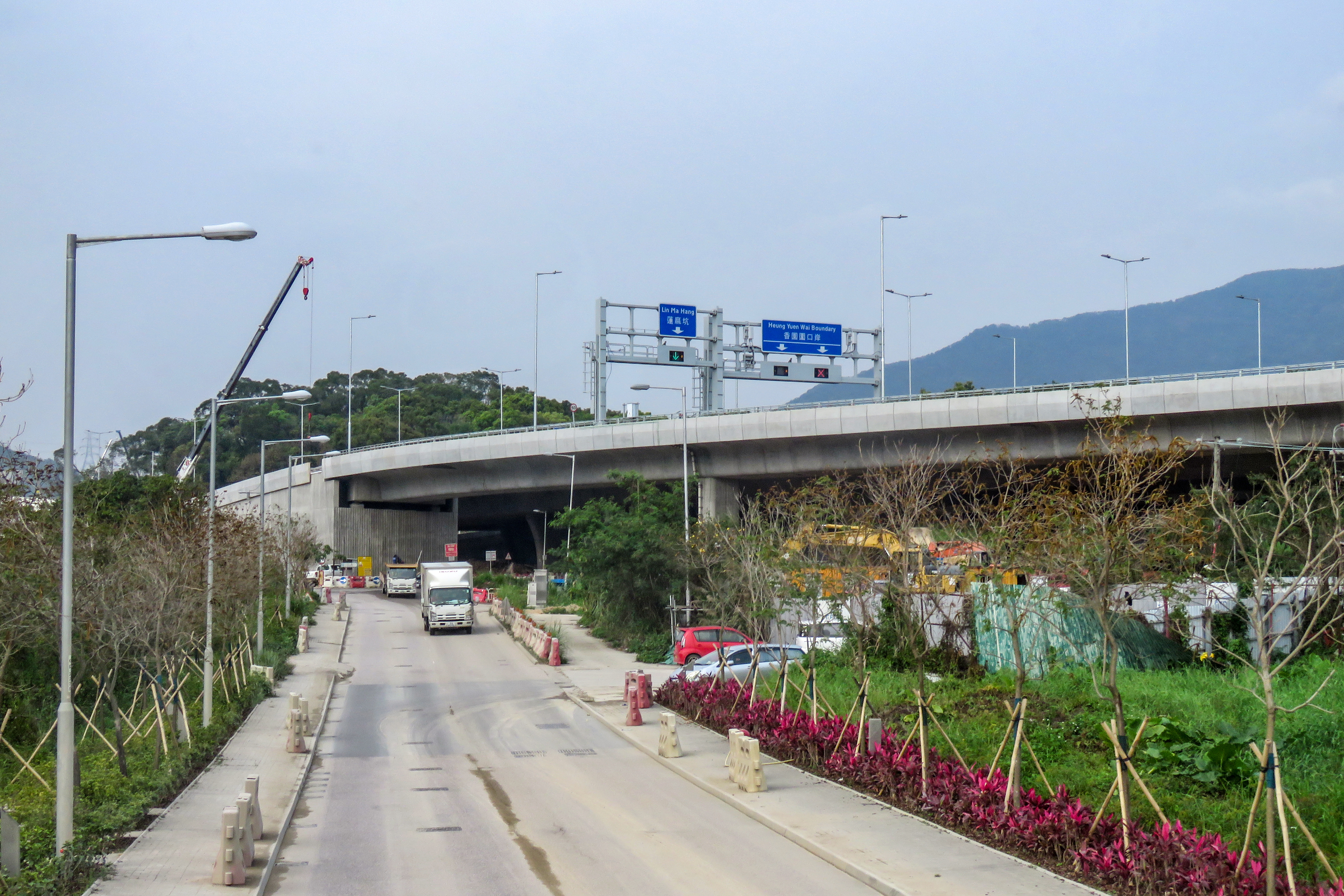
香園圍公路近蓮麻坑路

- 文錦渡路
- 邊界道路
- 坪輋路
- 蓮麻坑路交匯處
- 山咀村路
- 沙河路
- 順興街

- 香園圍公路近蓮麻坑路

## 建築
- 羅芳耕作口
- 長嶺耕作口
- 香園圍
- 香園圍管制站
- 打鼓嶺消防局
- 打鼓嶺警署（隸屬香港警務處邊境警區）

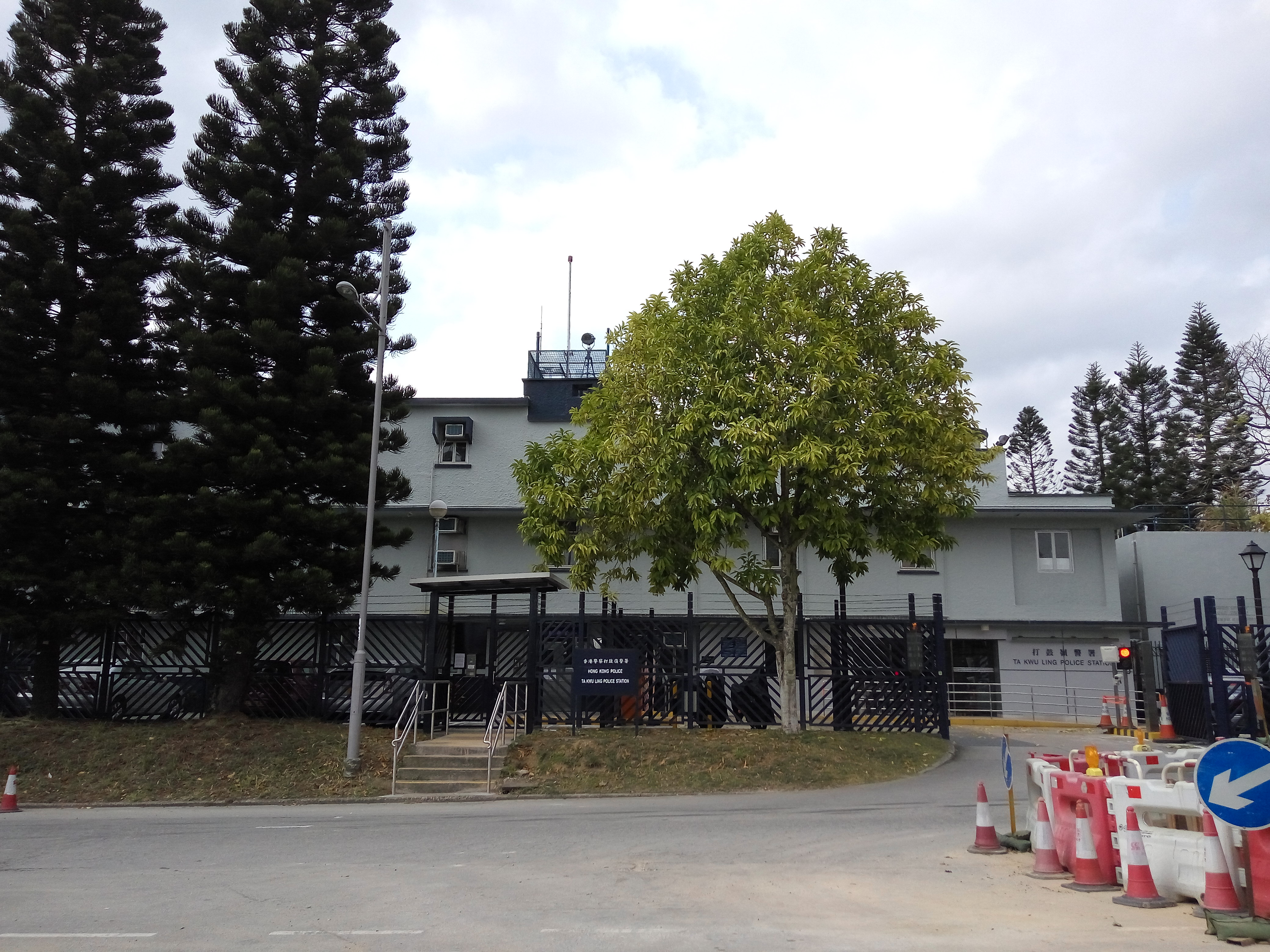
打鼓嶺警署
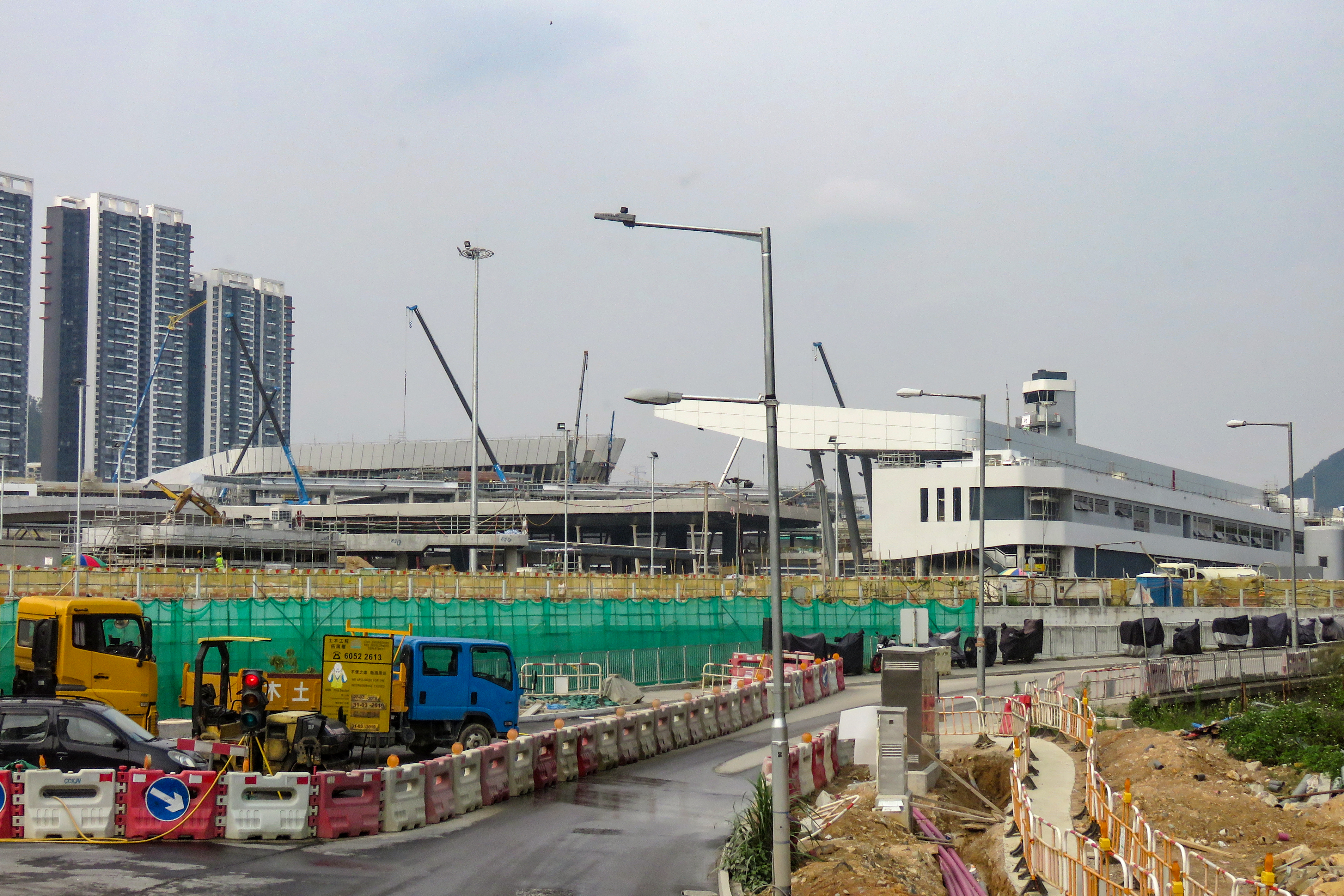
香園圍管制站及其前方的蓮麻坑路

## 未來發展
因應香園圍管制站即將開通而帶來額外的交通需求，路政署正計劃將平原河至坪輋路的一段蓮麻坑路擴闊工程，工程已於2020年2月14日動工，並將於2023年中完工，工程完成後文錦渡路至松園下的一段蓮麻坑路將為雙綫雙程道路。